# コンピューター園田
コンピューター 園田（コンピューター そのだ）は、日本のAV男優。

2016年よりCP田園の名義で AV監督としても活動する。

## 略歴
- 超大手アパレル企業の社員を経て、32歳でAV男優デビュー[1]。アパレル時代は入社1年で店長となった店を全世界のNo.1店舗にし、表彰されたこともあった[2]。また表彰をきっかけに通販会社、飲食店業も起業した[2]。
- 会社員時代に、ネットの汁男優募集に応募、当選したため、会社員と汁男優を掛け持ちしていたが、2年後に会社にバレてクビになる形で脱サラした[1]。
- AV男優と兼任で、2016年にコスプレAVメーカー｢最強属性｣を立ち上げ、法人会社を設立。アパレル時代にインターネット事業部におり、動画編集、ジャケット撮影、制作とすべて個人、または当時のツテで行っている[2]。
- ひなちゅんが部長をつとめる「おセンシティ部」(活動期間:2022年6月〜10月)のスポンサーだった[3]。

## 人物
- セックス経験人数 1500人くらい[4]（2016年1月17日時点）。
- 男優名は、パソコンに詳しく、しみけんのパソコンが調子の悪いときによく見ていたため、2015年11月の｢Japan Adult Expo｣(JAE)での出演でしみけんから命名された[4]。
- 初めてのカラミ相手のAV女優は、JULIA[1]。
- 印象に残っているAV女優は、白咲碧、あいださくら[4]。
- 尊敬するAV男優は、しみけん。
- ノクトとティナというフェレットを飼っている。

## 監督作品
2016年より「最強属性」というメーカーを立ち上げ、タイトルに「最強属性」を冠するシリーズの監督作品をリリースしている。
また、2018年5月-2022年5月にかけて、自身の監督名義「CP田園」をメーカー名としても用いて、「とあるヲタクの活動記録」シリーズを16作品リリースした。「可愛い娘たちに可愛い恰好をさせてやりたいことをやるハメ撮りにこだわるドキュメンタリーメーカー」をコンセプトとしていた。
- 最強属性01 舞園ひな（2016年9月30日）
- 最強属性02 かなで自由（2016年9月30日）
- 最強属性03 あやね遥菜（2016年10月28日）
- 最強属性04 絢森いちか（2016年11月25日）
- 最強属性05 小西まりえ（2016年12月23日）
- 最強属性06 桃瀬ゆり（2016年12月30日）
- 最強属性07 裕木まゆ（2017年2月24日）
- 最強属性08 葉山めい（2017年3月17日）
- 最強属性09 涼海みさ（2017年4月28日）
- 最強属性10 星空もあ/さとう愛理（2017年5月5日）
- 最強属性11 月野ゆりあ（2017年6月30日）
- 最強属性12 蓮実クレア（2017年7月28日）
- 最強属性13 長澤ルナ（2017年8月25日）
- 【AV OPEN 2017 乙女部門】最強属性 -another story- （2017年8月25日）- 出演者:あやね遥菜、長澤ルナ、立石まゆ。品番:AVOP-375。
- 最強属性14 皆野あい（2017年9月29日）
- 最強属性15 矢澤美々（2017年10月27日）
- 最強属性16 武藤つぐみ（2017年11月24日）
- 最強属性17 星奈あい（2017年12月22日）
- 最強属性18 小西まりえ（2018年1月5日）
- 最強属性19 紺野ひかる（2018年2月23日）
- 最強属性20 あおいれな（2018年3月30日）
- 最強属性21 高杉麻里（2018年4月27日）
- 最強属性22 椎名そら 宮崎あや（2018年5月25日）
- 最強属性23 あべみかこ（2018年6月29日）
- 最強属性24 NIMO（2018年7月27日）
- 最強属性25 美谷朱里（2018年9月28日）
- 最強属性26 神宮寺ナオ（2018年10月26日）
- 最強属性27 桃尻かのん（2018年11月30日）
- 最強属性28 栄川乃亜（2018年12月28日）
- 最強属性29 あずみひな（2019年1月25日）
- 最強属性30 優月まりな（2019年3月29日）
- 最強属性31 一条みお（2019年4月26日）
- 最強属性32 八尋麻衣（2019年5月3日）
- 最強属性33 有栖るる（2019年6月30日）
- 最強属性34 藤井林檎（2019年7月26日）
- 最強属性35 泉りおん（2019年9月27日）
- 最強属性36 星あめり（2019年10月25日）
- 最強属性37 桐山結羽（2019年11月29日）
- 最強属性38 あおいれな（2020年1月31日）
- 最強属性39 美甘りか（2020年3月27日）
- 最強属性40 神野ひな（2020年4月24日）
- 最強属性41 中条カノン（2020年5月29日）
- 最強属性42 宮沢ちはる（2020年7月31日）
- 最強属性43 松本いちか（2020年12月30日）
- 最強属性44 花音うらら（2021年1月29日）
- 最強属性45 皆月ひかる（2021年2月26日）
- 最強属性46 渚みつき（2021年3月28日）
- 最強属性47 桜井千春（2021年4月27日）
- 最強属性48 広瀬なるみ（2021年6月30日）
- 最強属性49 堀北わん（2021年8月30日）
- 最強属性50 もなみ鈴（2021年9月26日）

- 最強属性51 横宮七海 （2021年11月4日）
- 最強属性52 若宮穂乃 （2021年11月18日）
- 最強属性53 浜崎真緒 （2021年12月16日）
- 最強属性54 宮崎リン （2022年2月17日）
- 最強属性55 工藤ララ （2022年4月29日）
- 最強属性56 姫咲はな （2022年5月19日）
- 最強属性57 花狩まい （2022年12月2日）
- 最強属性58 渚みつき （2022年12月22日）
- 最強属性59 沙月恵奈 （2023年7月20日）
- 最強属性60 由良かな （2023年8月25日）
- 最強属性61 藤田こずえ （2023年9月29日）
- 最強属性62 皆瀬あかり （2023年10月27日）
- 最強属性63 ひなたいのり （2024年4月18日）
- 最強属性64 柏木こなつ （2024年6月13日）
- 最強属性65 乃々瀬あい（2024年7月19日）
- 最強属性66 一条みお（2024年11月15日）
- 最強属性67 花音うらら（2025年2月21日）
- 最強属性68 前乃菜々 （2025年3月21日）

メーカーは、CP田園。2020年11月より妄想族から販売。
| とあるヲタクの活動記録(ダイアリー) | とあるヲタクの活動記録(ダイアリー) | とあるヲタクの活動記録(ダイアリー)               |
| #                                  | 発売                               | 女優                                             |
| ---------------------------------- | ---------------------------------- | ------------------------------------------------ |
| 1                                  | 2018年5月18日                      | 秋吉花音、雫みあ、山川ゆな                       |
| 2                                  | 2018年9月14日                      | 相澤ゆりな、前田えま(加藤えま)、月宮こはる       |
| 3                                  | 2019年2月15日                      | 宮村ななこ、花咲ゆず、玉木くるみ                 |
| 4                                  | 2019年3月7日                       | 星宮あかり、竹内真琴、浅倉まりん                 |
| 5                                  | 2020年2月21日                      | 青羽ゆう、星川凜々花、橘かりん                   |
| 6                                  | 2020年2月25日                      | 今井初音、伊東紅蘭、さとう愛理                   |
| 7                                  | 2020年2月28日                      | 前園ゆり、吉岡沙華、桃菜あこ(明海こう、小泉まり) |
| 8                                  | 2020年3月31日                      | 悠月アイシャ、桐原みお、星空もあ                 |
| 9                                  | 2020年4月30日                      | 咲良ゆめ、海空花、春乃菜ノ花                     |
| 10                                 | 2020年5月31日                      | 持田栞里、坂元みこ、さくらみゆき                 |
| 11                                 | 2020年10月1日                      | 椎菜アリス、あけみみう、一ノ瀬恋                 |
| 12                                 | 2021年9月18日                      | 美月はとり、天月叶菜、水卜麻衣奈                 |
| 13                                 | 2021年10月23日                     | 五十嵐かな、夏原唯、ののか(河合ののか)           |
| 14                                 | 2021年11月20日                     | 小谷野まゆ、青山みおん、冬愛ことね               |
| 15                                 | 2021年5月21日                      | 高城アミナ、栗原ゆい、優木なお                   |
| 16                                 | 2022年5月21日                      | 七瀬もな、若宮穂乃、堀北わん                     |

| タイトル                                                                                              | メーカー          | 発売                 |
| --- | ----------------- | -------------------- |
| 婚約しているのに今日だけAV出演 有名コスプレイヤー懇願中出しSEX みなみ千夏                             | クリスタル映像    | 2016年4月8日         |
| 軟禁凌辱しようとしたのにそれをノリノリで楽しむドM美少女 埴生みこ                                      | 宇宙企画          | 2016年5月13日        |
| むっつりスケベ美少女にやりたい放題温泉旅行！本当に中出しものにするつもりなかったんです。。 綾瀬ことり | 宇宙企画          | 2016年6月10日        |
| 撮影予定の素人さんが来なかったから急遽引退した女優さんを呼んでなし崩しで撮影しちゃった話 かなで自由   | クリスタル映像    | 2016年7月8日         |
| ｢地味でオタクなメガネ女子が来たので面接からの流れでAV撮ってみた件｣シリーズ ※                          | エンペラー/妄想族 | 2017年12月-2018年7月 |
| ブルセラ売りに来た大人しめなオタク女子を強引にSEX撮影してみた件                                       | エンペラー/妄想族 | 2018年1月            |

※ ｢地味でオタクなメガネ女子が来たので面接からの流れでAV撮ってみた件｣シリーズの全7作品中、5を除いた6作品がCP田園の監督作品。

## イベント
- 第23回 AIDS 文化フォーラム in 横浜[6]（2016年8月5～7日、かながわ県民センター）

## 執筆

### コラム
- 個性派AV男優週替わりコラム・モザイクの向こうから「こんにチンは」（2018年‐2020年8月、週刊プレイボーイ）鮫島健介、志良玉弾吾との週替わり連載[7]